# Liste von Musiklabels/W

## W
| Name Musiklabel                  | Land                   | Sitz                  | Gründer                                                                                               | Jahr-Von            | Jahr-Bis            | Labelcode | Website | Mutterlabel                                                | Details                                                                                                |
| -------------------------------- | ---------------------- | --------------------- | --- | ------------------- | ------------------- | --------- | ------- | ---------------------------------------------------------- | --- |
| Wabana Records                   | Vereinigte Staaten     |                       | |                     |                     |           |         |                                                            | |
| Wackies                          | Vereinigte Staaten     |                       | Lloyd Barnes                                                                                          | 1970                |                     |           |         |                                                            | |
| Waerloga Records                 | Schweden               |                       | |                     |                     |           |         |                                                            | |
| Wagram Music                     | Frankreich             |                       | | 1999                |                     |           |         | Wagram Music Group                                         | |
| Wajanja                          | Deutschland            |                       | Marco Breitenstein                                                                                    | 2008                |                     | LC 28576  |         |                                                            | |
| Waldorf Music Hall Records       | Vereinigte Staaten     |                       | Enoch Light                                                                                           | 1954                | 1959                |           |         |                                                            | |
| Wall of Sound                    | Vereinigtes Königreich |                       | Mark Jones                                                                                            | 1994                |                     |           |         |                                                            | |
| Wallis Original Records          | Vereinigte Staaten     |                       | Joel Leibowitz und Hy Pastman                                                                         | 1952                | 1998                |           |         |                                                            | |
| Walt Disney Records              | Vereinigte Staaten     |                       | Roy O. Disney und Jimmy Johnson                                                                       | 1956                |                     |           |         |                                                            | Wurde 1956 unter dem Namen Disneyland Records gegründet und erhielt 1989 den gegenwärtigen Namen       |
| Walter Ulbricht Schallfolien     | Deutschland            |                       | Uli Rehberg                                                                                           | 1980                |                     |           |         |                                                            | |
| Wand Records                     | Vereinigte Staaten     |                       | Florence Greenberg                                                                                    | 1961                | 1976                |           |         | Scepter Records                                            | Wurde 1976 an Springboard International verkauft. Nach deren Bankrott kaufte Gusto Records den Katalog |
| Wanker Records                   | Deutschland            |                       | Nick Wanker                                                                                           | 2001                |                     |           |         |                                                            | |
| War Against Yourself             | Italien                |                       | | 2005                |                     |           |         |                                                            | |
| War Anthem Records               | Deutschland            |                       | Jarne Brauns und Volkmar Weber                                                                        | 2005                |                     |           |         |                                                            | Wurde zunächst unter dem Namen Hangnail Records gegründet                                              |
| Warcon Enterprises               | Vereinigte Staaten     |                       | Bob Chiappardi, Kevin Lyman                                                                           | 2004                | 2008                |           |         |                                                            | |
| Warm Records                     | Vereinigte Staaten     |                       | |                     |                     |           |         |                                                            | |
| Warm Fuzz Records                | Vereinigtes Königreich |                       | Ian Shaw                                                                                              | 2006                |                     |           |         |                                                            | |
| Warner-Spector Records           | Vereinigte Staaten     |                       | | 1974                | 1977                |           |         | Warner Bros. Records                                       | |
| Warner Alliance                  | Vereinigte Staaten     |                       | |                     | 1998                |           |         |                                                            | |
| Warner Bros.-Seven Arts          | Vereinigte Staaten     |                       | Jack L. Warner, Kenneth Hyman                                                                         | 1967                | 1970                |           |         | Independent (1967–1969) Kinney National Company(1969–1970) | |
| Warner Bros. Records             | Vereinigte Staaten     |                       | | 1958                |                     |           |         | Warner Music Group                                         | |
| Warner Curb Records              | Vereinigte Staaten     |                       | Warner Bros. Records und Mike Curb                                                                    | 1972                | 1983                |           |         |                                                            | Entstand als Joint Venture zwischen Warner Bros. Records und dem Produzenten Mike Curb                 |
| Warner Music Australasia         | Australien             |                       | | 1970                |                     |           |         | Warner Music Group                                         | |
| Warner Music Canada              | Kanada                 |                       | | 1967                |                     |           |         | Warner Music Group                                         | |
| Warner Music Group               | Vereinigte Staaten     |                       | | 1929                |                     |           |         |                                                            | |
| Warp Records                     | Vereinigtes Königreich |                       | Steve Beckett, Rob Mitchell, Robert Gordon                                                            | 1989                |                     |           |         |                                                            | |
| Warwick Records (USA)            | Vereinigte Staaten     |                       | Marty Craft und United Telefilms Records Ltd.                                                         | 1959                | 1962                |           |         | United Telefilm Records Inc.                               | |
| Warwick Records (United Kingdom) | Vereinigtes Königreich |                       | | 1970er Jahre        | Anfang 1980er Jahre |           |         |                                                            | |
| Water Lily Acoustics             | Vereinigte Staaten     |                       | |                     |                     |           |         |                                                            | |
| Water Music Records              | Vereinigte Staaten     |                       | Brad Pressman                                                                                         | 2000                |                     |           |         |                                                            | |
| Waterbug Records                 | Vereinigte Staaten     |                       | Andrew Calhoun                                                                                        | 1992                |                     |           |         |                                                            | |
| Watermelon Records               | Vereinigte Staaten     |                       | John Kunz, Heinz Gessler, Robert Earl Keen                                                            | 1989                | 1998                |           |         | Texas Music Group / New West Records                       | |
| Waterfront Records               | Australien             |                       | Steven Stavrakis, Chris Dunn                                                                          | 1982                |                     |           |         |                                                            | |
| Wati B                           | Frankreich             | Paris                 | Dawala, Intouchable                                                                                   | 1999                |                     |           | Weblink | Sony Music Entertainment                                   | |
| WAU! Mr. Modo Recordings         | Vereinigtes Königreich |                       | Alex Paterson                                                                                         |                     |                     |           |         |                                                            | |
| Wavemusic                        | Deutschland            |                       | Michael van Droffelaar                                                                                | 1997                |                     |           |         |                                                            | |
| Wax Trax! Records                | Vereinigte Staaten     |                       | Jim Nash, Dannie Flesher                                                                              | 1980                |                     |           |         |                                                            | |
| Waxploitation Records            | Vereinigte Staaten     |                       | Jeff Antebi                                                                                           | 1996                |                     |           |         |                                                            | |
| We Are Triumphant                | Vereinigte Staaten     |                       | | 2010                |                     |           |         |                                                            | |
| We Bite Records                  | Deutschland            |                       | Thomas Issler                                                                                         | 1985                | 2001                |           |         |                                                            | |
| We Put Out Records               | Vereinigte Staaten     |                       | |                     |                     |           |         | East West Records                                          | |
| WE R Music                       | Niederlande            |                       | Fabian Bohn                                                                                           | 2013                |                     |           |         |                                                            | |
| We The Best Music                | Vereinigte Staaten     |                       | DJ Khaled                                                                                             | 2008                |                     |           |         | Sony Music Entertainment                                   | |
| WEA Records                      | Deutschland            |                       | | 1971                | 2004                |           |         | Warner Music Group                                         | |
| Weathermaker Music               | Vereinigte Staaten     |                       | Band Clutch und Jack Flanagan                                                                         | 2008                |                     |           |         |                                                            | |
| Web Entertainment                | Vereinigte Staaten     |                       | Jeff Bass und Mark Bass                                                                               |                     |                     |           |         |                                                            | |
| Webco Records                    | Vereinigte Staaten     |                       | Wayne E. Busbice                                                                                      | 1980                | 1994                |           |         | Pinecastle                                                 | |
| Wedge Records                    | Vereinigte Staaten     |                       | Matt "Wedge" Wedgely                                                                                  | 1990er Jahre        |                     |           |         |                                                            | |
| Weed Records                     | Vereinigte Staaten     |                       | | 1969                | 1969                |           |         | Motown                                                     | |
| Weekender Records                | Deutschland            |                       | Justin Barwick                                                                                        | 2006                |                     |           |         |                                                            | |
| Weewerk                          | Kanada                 |                       | Phil Klygo und Germaine Koh                                                                           | 2002                |                     |           |         |                                                            | |
| Weird System                     | Deutschland            |                       | | Anfang 1980er Jahre |                     |           |         |                                                            | |
| Welk Music Group                 | Vereinigte Staaten     |                       | Lawrence Welk                                                                                         |                     |                     |           |         |                                                            | |
| WEPLAY Music                     | Deutschland            | Köln                  | Elmar Braun                                                                                           | 2008                |                     |           | Website |                                                            | |
| Wergo                            | Deutschland            |                       | Werner Goldschmidt und Helmut Kirchmeyer                                                              | 1962                |                     |           |         |                                                            | |
| Werk Discs                       | Vereinigtes Königreich |                       | Darren J. Cunningham, Ben Casey und Gavin Weale                                                       | 2004                |                     |           |         |                                                            | |
| Weser Label                      | Deutschland            |                       | Claus Fabian                                                                                          | 1982                |                     |           |         |                                                            | |
| West Craft Records               | Vereinigte Staaten     |                       | | Anfang 1950er Jahre | Erloschen           |           |         |                                                            | |
| West Indies Records Limited      | Jamaika                | Kingston              | Edward Seaga                                                                                          | 1958                | 1964                |           |         |                                                            | |
| West Virginia Records            | Deutschland            | Borgentreich          | Uli Wiehagen                                                                                          | 1990                | 1994                |           |         |                                                            | |
| Westbound Records                | Vereinigte Staaten     | Detroit               | Armen Boladian                                                                                        | 1968                |                     |           |         |                                                            | |
| Westminster Records              | Vereinigte Staaten     |                       | Mischa Naida                                                                                          | 1949                | 1965                |           |         |                                                            | |
| Westpark Music                   | Deutschland            | Köln                  | | 1987                |                     |           |         |                                                            | |
| Westport Records                 | Vereinigte Staaten     | Kansas City           | Ruf Brothers                                                                                          | 1955                | 1962                |           |         |                                                            | |
| Westside Records                 | Vereinigtes Königreich | London                | Andrew Lauder und Jake Riviera                                                                        | 1980                |                     |           |         |                                                            | |
| WGNS Recordings                  | Vereinigte Staaten     |                       | | Anfang 1980er Jahre |                     |           |         |                                                            | |
| What Have You Records            | Vereinigte Staaten     |                       | Nicholas Lofton Hexum                                                                                 | 1990                |                     |           |         |                                                            | |
| What Records                     | Vereinigte Staaten     | Nashville             | Jarrell McCracken, Henry SoRelle und Ted Snider                                                       | 1951                |                     |           |         | Curb Records                                               | |
| Whatiplay                        | Deutschland            | Berlin-Köpenick       | Ralph Behringer und Sascha Hirtenfellner                                                              | 2013                |                     |           |         | Behringer & Hirtenfellner GbR                              | |
| What? Records                    | Vereinigte Staaten     |                       | | 1986                | Erloschen           |           |         | Word Records                                               | |
| Whirlin' Disc Records            | Vereinigte Staaten     |                       | Bobby Robinson                                                                                        | 1956                |                     |           |         |                                                            | |
| Whirlwind Recordings             | Vereinigtes Königreich | London                | Michael Janisch                                                                                       | 2010                |                     | LC 91201  | Website |                                                            | |
| Whitehaus Family Record          | Vereinigte Staaten     | Jamaica Plain         | The Treemausers                                                                                       | 2006                |                     |           |         |                                                            | |
| White Noise Music                | Deutschland            |                       | Tobias Obentheuer, Stephan Stridde und Alexander Frey                                                 | 2007                |                     |           |         |                                                            | |
| White Noise Records              | Vereinigte Staaten     | Los Angeles           | Ronn Spencer, Louise Spencer, Nicole Panter, Jim Bickhart, Gordon Rubin, Peter Paterno und Bob Merlis | 1978                |                     |           |         |                                                            | |
| White Pine Music                 | Vereinigte Staaten     | Michigan              | Central Michigan University                                                                           | 2003                |                     |           |         |                                                            | |
| White Whale Records              | Vereinigte Staaten     | Los Angeles           | Ted Feigin und Lee Lasseff                                                                            | 1965                | 1971                |           |         |                                                            | |
| Whitfield Records                | Vereinigte Staaten     |                       | Norman Whitfield                                                                                      | 1975                | 1982                |           |         |                                                            | |
| Whynot Records                   | Japan                  |                       | |                     |                     |           |         |                                                            | |
| WhyPlayJazz                      | Deutschland            |                       | |                     |                     |           |         |                                                            | |
| Wichita Recordings               | Vereinigtes Königreich |                       | Dick Green und Mark Bowen                                                                             | 2000                |                     |           |         |                                                            | |
| Wiiija                           | Vereinigtes Königreich |                       | | 1988                | Anfang 2000er Jahre |           |         |                                                            | |
| Wilbury Records                  | Vereinigte Staaten     |                       | | 1988                |                     |           |         |                                                            | |
| Wild Pitch Records               | Vereinigte Staaten     |                       | Stuart Fine                                                                                           | 1987                |                     |           |         |                                                            | |
| Wild Rags Records                | Vereinigte Staaten     | Montebello            | Ricardo Campos                                                                                        | 1986                | 1999                |           |         |                                                            | |
| Wildside Records                 | Neuseeland             |                       | Murray Cammick                                                                                        |                     |                     |           |         |                                                            | |
| Wildstar Records                 | Vereinigtes Königreich |                       | Colin Lester, Ian McAndrew and Capital Radio                                                          | 1993                |                     |           |         |                                                            | |
| Willowtip Records                | Vereinigte Staaten     |                       | Jason Tipton                                                                                          | 2000                |                     |           |         |                                                            | |
| Wind Music                       | Taiwan                 | New Taipei City       | Ken Yang                                                                                              | 1988                |                     |           |         |                                                            | |
| Wind-Up Records                  | Vereinigte Staaten     |                       | Alan und Diana Meltzer                                                                                | 1997                |                     |           |         |                                                            | |
| Windfall Records                 | Vereinigte Staaten     |                       | | 1969                | 1974                |           |         |                                                            | |
| Windham Hill Records             | Vereinigte Staaten     |                       | William Ackerman und Anne Robinson                                                                    | 1976                |                     |           |         | Bertelsmann Music Group                                    | |
| Wing Records                     | Vereinigte Staaten     |                       | | 1955                | 1986                |           |         | Mercury Records                                            | |
| Winter & Winter                  | Deutschland            |                       | Stefan Winter                                                                                         | 1995                |                     |           |         |                                                            | |
| Wishbone Records                 | Deutschland            |                       | Ferdinand Köther                                                                                      | 1982                | 1990                | LC 8997?  |         |                                                            | |
| Witches Brew                     | Deutschland            | Laaber                | Cheryl Schindler                                                                                      | 2002                |                     |           |         |                                                            | |
| Witchhunt Records                | Schweiz                | Zürich                | Peter Jäger                                                                                           | 1990                | 2020                |           | Website |                                                            | |
| Wohnzimmer Records               | Österreich             |                       | Kerstin Breyer, Lelo Brossman                                                                         | 2002                |                     | LC 14734  |         |                                                            | |
| Wolf Records                     | Österreich             |                       | | 1982                |                     |           |         |                                                            | |
| Wolfmond Production              | Deutschland            | Frankenberg           | Mustex                                                                                                | 2014                |                     |           | Website |                                                            | |
| Wolfpack Entertainment           | Deutschland            |                       | D-Bo                                                                                                  | 2008                |                     |           |         |                                                            | |
| Wolfspell Records                | Polen                  | Breslau               | Michał Gruszczyński                                                                                   | 2014                |                     |           | Website |                                                            | |
| WOLV Records                     | Niederlande            |                       | Dyro                                                                                                  | 2014                |                     |           |         |                                                            | |
| Wolverine Records                | Deutschland            |                       | Sascha Wolff                                                                                          | 1992                |                     | LC 04926  |         |                                                            | |
| WM Recordings                    | Niederlande            | Heerlen               | Marco Kalnenek                                                                                        | 2004                |                     |           |         |                                                            | |
| WMOT Records                     | Vereinigte Staaten     | Philadelphia          | | 1973                |                     |           |         |                                                            | |
| Woodcut Records                  | Finnland               | Vaasa                 | Mikki Salo                                                                                            | 1995                |                     |           |         | Website                                                    | |
| Wooden Nickel Records            | Vereinigte Staaten     | Chicago               | Bill Traut, Jim Golden und Jerry Weintraub                                                            | 1971                |                     |           |         |                                                            | |
| Woodrich Records                 | Vereinigte Staaten     | Rogersville (Alabama) | Woody Richardson,                                                                                     | Anfang 1960er Jahre |                     |           |         |                                                            | |
| Woodsist                         | Vereinigte Staaten     | Warwick (New York)    | Jeremy Earl                                                                                           | 2006                |                     |           |         |                                                            | |
| Woodworm Records                 | Vereinigtes Königreich |                       | Dave Pegg und Christine Pegg                                                                          | 1979                | 2004                |           |         |                                                            | |
| Woof Records                     | Vereinigtes Königreich |                       | Tim Hodgkinson und Bill Gilonis                                                                       |                     |                     |           |         |                                                            | |
| Woollim Entertainment            | Südkorea               | Seoul                 | Lee Jung-yeop                                                                                         | 2003                |                     |           |         |                                                            | |
| Word Records                     | Vereinigte Staaten     | Nashville             | | 1951                |                     |           |         | Curb Records                                               | |
| Work Records                     | Vereinigte Staaten     | New York City         | Jeff Ayeroff und Jordan Harris                                                                        | 1992                | 1999                |           |         |                                                            | |
| Workerbee Records                | Vereinigte Staaten     | Ames                  | | 2000                |                     |           |         |                                                            | |
| Workshop Jazz Records            | Vereinigte Staaten     |                       | | 1962                | 1964                |           |         | Motown                                                     | |
| World Circuit                    | Vereinigtes Königreich |                       | Mary Farqharson und Anne Hunt                                                                         | Mitte 1980er Jahre  |                     |           |         |                                                            | |
| World Domination Recordings      | Vereinigte Staaten     | Los Angeles           | Dave Allen                                                                                            | 1989                | 1996                |           |         |                                                            | |
| World in Sound                   | Deutschland            | Schwetzingen          | | 1999                |                     |           | Website |                                                            | |
| World Record Club                | Vereinigtes Königreich |                       | |                     |                     |           |         |                                                            | |
| World Serpent Distribution       | Vereinigtes Königreich |                       | David Gibson, Alan Trench und Alison Webster                                                          | 1990er Jahre        | 2004                |           |         |                                                            | |
| Wounded Bird Records             | Vereinigte Staaten     | Guilderland (Town)    | | 1998                |                     |           |         |                                                            | |
| WOW Music                        | Hongkong               |                       | | 2007                |                     |           |         |                                                            | |
| Wrasse Records                   | Vereinigtes Königreich | Ashtead (Surrey)      | Ian Ashbridge und Jo Ashbridge                                                                        | 1998                |                     |           |         |                                                            | |
| WTII Records                     | Vereinigte Staaten     | Louisville            | Bart Pfanenstiel                                                                                      | 2001                |                     |           |         |                                                            | |
| WWE Records                      | Vereinigte Staaten     |                       | Vince McMahon                                                                                         | 2003                |                     |           |         | WWE Music Group                                            | |
| Wynona Records                   | Italien                |                       | | 2000                |                     |           |         |                                                            | |
| WY Records                       | Vereinigte Staaten     |                       | Wisin y Yandel                                                                                        | 2005                |                     |           |         | Machete Music und Universal Music Group                    | |
| W.T.C. Productions               | Deutschland            | Tangerhütte           | Sven Zimper                                                                                           | 2000                |                     |           | Website |                                                            | |